# Little Busters!
A Little Busters! (リトルバスターズ!, Ritoru Baszutázu!) egy Key nevű japán cég által fejlesztett visual novel. 2007. július 27-én jelent meg Windows PC-re korhatár nélkül. A Little Busters! a Key 6. játéka egyéb játékok mellett, mint a Kanon, Air, és Clannad. Egy eroge (felnőtt verzió) is megjelent Little Busters! Ecstasy néven 2008. július 25-én Windows-ra, a Kanon-nal és az Air-rel szemben, melyeket először felnőtt tartalommal együtt adtak ki, majd később ezek nélkül. Az Ecstasy-t később kiadták PlayStation 2-re, PSP-re, PlayStation Vita-ra és PlayStation 3-ra. A történet Naoe Riki, egy középiskolás tanuló életét folytatja, aki gyerekkora óta tagja volt egy barátokból álló csoportnak, a Little Busters-nek. Riki több lányt is elhív a Little Busters-be, hogy legyen elég ember egy baseball csapathoz.
A játékmenet egy elágazó történetet követ, előre meghatározott jelenetekhez eljutva a történet alatti választások következményeképpen és elsősorban a hat (az Ecstasy-ban már kilenc) főszereplő lány tetszésének elnyerésére helyezi a hangsúlyt. Vannak továbbá minijátékok, mint például verekedős játékokra emlékeztető harcjelenetek vagy baseball edzés ami tapasztalatot és harcok alatt használható tárgyakat ad a karaktereknek, és növeli a statisztikai értékeiket. A Little Busters! és az Ecstasy is a legtöbbet eladott PC játékok voltak a kiadásuk idején Japánban, az Ecstasy-ból több mint 100.000 példány kelt el. A Key kiadott egy felnőtt tartalmú spin-offot Kud Wafter néven 2010 júniusában, ami Nómi Kudryavka, a Little Busters! és az Ecstasy egyik karakterének történetét folytatta.
13 manga adaptáció készült eddig a Little Busters!-ről és az Ecstasy-ról, melyeket az ASCII Media Works, a Kadokava Soten és az Icsidzsinsa adott ki. Képregény antológiákat, light noveleket, art books és zenei albumokat is adtak ki. Két internetes rádió adás is volt, melyeket Nacume Rin, Nacume Kjószuke és Nómi Kudryavka szeijújai tartottak. Egy 26 részes anime adaptáció is készült, melyet a J.C.Staff gyártott és Jamakava Josiki rendezett. 2012 októbere és 2013 áprilisa között adták le televízióban. Egy original video animation (OVA) rész is kiadtak 2013 decemberében. A Little Busters! Refrain, egy 13 részes második évad 2013 októbere és decemberében került adásra. Továbbá 2014 januárja és júliusa között egy Little Busters! EX című 8 részes OVA sorozatot adtak ki.

## Játékmenet
A Little Busters! egy romantikus visual novel amiben a játékos Naoe Riki szerepét tölti be. A játékmenet nagy részét a történet monológjainak és dialógusainak olvasása képezi. A játékban a szöveghez karakter sprite-ok társulnak a háttér illusztrációk előtt, amik azt mutatják kivel beszél Riki éppen. A játék alatt többször is találkozik a játékos CG illusztrációkkal amik átveszik a háttér illusztrációk és karakter sprite-ok helyét. Az első végigjátszás után ezek a képek és a háttérzenék megtekinthetővé válnak a játék főmenüjében. A Little Busters! egy nemlineáris, szétágazó történetet követ több befejezéssel, melyek a játék folyamán választott döntésektől függnek.

Hét fő történetszálat tapasztalhat meg a játékos. A játékon keresztül a játékosnak sok alkalommal választhat több lehetőség közül, és amíg nem választ a szöveg megáll. Ahhoz, hogy teljesen láthassa mindegyik történetszálat a játékosnak többször is végig kell játszania a játékot és mást kell választania, hogy egy másik irányba vigye a történetet. Az első játék alkalmával mind a hat lány története elérhető. Miután egy lány története teljesítve lett, az a történetszál elérhetetlen lesz a következő játéknál, mert az utolsó döntést ami véglegesen arra a történetre irányítana nem lehet kiválasztani. Miután mind a hat történetszál teljesítve lett, a végső történetszál elérhetővé válik, a Refrain, mely megválaszolja a rendes játék alatt felmerült kérdéseket és teljesen lezárja a történetet. A Refrain befejezésével ismét elérhetővé válnak a lányok történetei, hogy a játékos ismét megtekinthesse őket és emellett egy-két extra választási lehetőség is megnyílik. 

Egy példa a harcjelenetekre. A képen Rin küzd Maszatóval.

A játék alatt több, különböző nehézségű minijátékkal találkozhat a játékos. Az első ezek közül a verekedős játékokra emlékeztető harcjelenet, aminél a játékosnak nem kell semmit sem tennie a harc alatt. Ezek a többször is visszatérő harcjelenetek azt mutatják be amikor a Little Busters tagjai fizikai harcokba keverednek egymással vagy másokkal. Minden résztvevőnek különböző fajta statisztikai értékei vannak, mint erő, állóképesség, ügyesség, reflex, koncentráció, ítélőképesség és szerencse, emellett pedig rendelkeznek egy életerő csíkkal, ami jelzi, hogy még mennyi életereje maradt a résztvevőnek. A maximum életerőt az állóképesség szintje határozza meg. Fegyvereket és bármilyen eszközt használhatnak amik a résztvevőnél vannak, melyeket cserélhetnek egymás között is harcon kívül. Egy másik gyakran visszatérő minijáték a baseball edzés, amit a Little Busters tagjaival lehet játszani. A játékos Rikiként irányíthatja a pozícióját és, hogy mikor lendíti meg az ütőt.
A Little Busters különböző célú küldetésekben is részt vesz, melyek a játékos döntésétől függően el lehet bukni vagy sikeresen teljesíteni. Ezek a küldetések a harcjelenetekhez és a baseball edzésekhez hasonlóan tapasztalatot és harcok alatt használható eszközöket adhatnak vagy növelhetik a tagok statisztikai értékeit. Viszont ezek a küldetések semmilyen módon sem befolyásolják a fő történetet és a játékos ki is kapcsolhatja a minijátékokat, mint a harcjeleneteket és a baseball edzéseket, ha úgy kívánja, hogy csak a fő történetre koncentrálna. Az első játék alatt Riki és Rin statisztikai értékei gyengébbek a többi taghoz képest, viszont ahogy a játékos egyre több lány történetét fejezi be, a következő játék alkalmával nagyobbak a kezdő értékei a két szereplőnek és így nagyobb az esélyük is az erősebb ellenfelekkel szemben. A tagok statisztikai értékei egy rangsorban láthatóak legnagyobbtól a legkisebbig az összefoglaló statisztika menüpont alatt.
Bár a Little Busters! besorolása korhatár nélküli, pár olyan CG illusztráció is van, amely a női szereplőket viszonylag merész helyzetben mutatja, de sosem addig a pontig amíg szexuális természetűnek számítana. Ez szöges ellentétben van a Key előző játékaival, mint a Clannad és a Planetarian: The Reverie of a Little Planet, amik szintén korhatár nélküli besorolást kaptak és egyáltalán nem tartalmaztak ehhez hasonló jeleneteket vagy bármilyen fanservice-t.
A Little Busters! Ecstasy-ban felnőtt elemeket is adtak a játékhoz, melyek szexuális tartalmú CG-k formájában nyilvánulnak meg, amik Riki és egy-egy lány közösülését ábrázolják. Az Ecstasy meghosszabbítja a Little Busters!-ben szereplő lányok történetét és emellett kilenc történet lesz a hat helyett. A három új lányból kettő, Futaki Kanata és Szaszaszegava Szaszami, már a Little Busters!-ben is szerepelt mellékszereplőként, a harmadik, Tokido Szaja, pedig csak az Ecstasy-ban szerepel. Az első játék alkalmával a három lány története elérhetetlen amíg a Refrain-t nem teljesíti a játékos, de egy lehetőséget adnak, hogy ígyis elérhetővé váljanak. Az Ecstasy a minijátékokon is változtatott kicsit, beleértve új eszközök hozzáadását a harcjelenetekhez. Továbbá az Ecstasy-ban két új minijáték is szerepel Szaja történetével kapcsolatban, egy lövöldözés pisztolyokkal és egy labirintus navigálása.

## Tartalom

### Szín és témák
A történet nagy része egy japán középiskolában játszódik. Egy titokzatos levél szerint "van egy titok ebben a világban". A szereplők az iskola területén lévő fiú és lány diákszállón élnek, amik egymással szemben vannak. A diákszállók mellett van az iskola épülete, ahol az órák zajlanak, és a földszintjén található az étkezde is. Az iskola négyszintes és a tető le van zárva. Az iskolán túl található a hatalmas iskolaudvar, mellette az uszodával. A másik oldalon a baseballpálya, azon túl pedig a tornaterem és a teniszpálya amik közelebb vannak az iskolaépülethez.
A gyerekkor és a fiatalság két fontos téma a Little Busters!-ben. A visual novel nyitóvideója két angol mondattal kezd: "Milyen 'fiatalságod' van?" és "Emlékszel a 'gyerekkorra'?". Naoe Riki, a főszereplő, négy gyerekkori barátjával együtt nőtt fel és a történet kezdetekor is még velük van. Így a barátság egy újabb téma amit Riki és barátai kapcsolatán keresztül mutatnak be és amit pótolhatatlannak gondolnak. Az eredeti visual novel nyitóvideójában egy harmadik angol mondat is van, "A pótolhatatlan ott létezett.". A Little Busters! Ecstasy nyitóvideójában még egy mondatot adtak hozzá, "Ez majd eszedbe juttatja, hogy vissza kell emlékezned a 'fiatalságra'."

### Főszereplők
A játékos a Little Busters! főszereplőjének, Naoe Rikinek a szerepét tölti be. Lányosabb kinézete és fizikai testalkata miatt gyengének tűnik, de nagyon becsületes és több józan esze van, mint legtöbb barátjának. Egy barátokból álló kis csapat, a Little Busters tagja, melynek eredetileg négy tagja volt, de Riki csatlakozásával gyerekkorában öt lett. A Little Busters vezetője és legidősebb tagja Nacume Kjószuke. Gyakran jön elő abszurd ötletekkel, de ezt szinte mindig követi egy értelmesebb magyarázat is. Kjószuke húga, Nacume Rin, a női főszereplő a Little Busters!-ben eredetileg az egyetlen lány tagja a csapatnak. Nem kommunikál túl jól másokkal a szociális képességei miatt, emiatt pedig félénk és gyakran látni egyedül. Rin imádja a macskákat és több kóbor macskának is gondját viseli az iskolában. Inohara Maszato Riki szobatársa és szintén Little Busters tag. Imádja a fizikai edzést és az izmai erősítését. Felettébb sajátos módon kedveli Rikit, amit nem fél hangosan is kifejezni. Mijazava Kengo Maszato riválisa és ugyancsak Little Busters tag, aki magas szinten űzi a kendó művészetét és bár látszólag elég cinikus személyisége van, de szenvedélye a Little Busters iránt páratlan.
A Little Busters! alatt Riki találkozik öt lánnyal az iskolájában, akik később a Little Busters tagjai lesznek. Továbbá három másik lány is csatlakozik az Ecstasy-ban. Az első Kamikita Komari, egy gyerekes lány akit rendkívül érdekelnek a tündérmesék, a képeskönyvek, az édességek és a többrétegű fodros ruhák. Bár atletikus, de nagyon ügyetlen és sokszor előbb cselekszik, mint gondolkozik. Szaigusza Haruka egy másik osztályból van, de mindig talál időt, hogy Rikiék osztálytermében lógjon. Mindig zavargásokat kelt a saját szórakozása érdekében, melyek miatt az ikertestvére, az iskolai közerkölcs bizottság elnöke, Futaki Kanata, folyton üldözi. Kanata hidegen viselkedik testvérével, de láthatóan zavarja, hogy Riki közel kerül Harukához. Nómi Kudryavka, becenevén "Kud" (クド, Kudo), egy negyed japán, háromnegyed orosz származású lány. Bár az angol nyelv nehezen megy neki, de sikerült egy évet ugrania az iskolában a külföldi tanulmányai során szerzett pontszámainak köszönhetően, és ezáltal a Little Busters legfiatalabb tagja. Kudryavka a Key nyolcadik játékának a Kud Wafter-nek a főszereplője is egyben.
Kurugaja Juiko Riki önelégült személyiségű osztálytársa, akit gyakran egy Muramasa nevű katana replikával látni. Bár egydős szinte mindenkivel, de mégis olyan mintha a többiek nővére lenne, és oda van azokért a dolgokért, amiket aranyosnak tart. Nisizono Mio egy szorgalmas és nyugodt lány. Gyenge egészsége miatt mindig egy napernyővel látni amikor kint van. Szeret olvasni, főleg amikor a történet jaoi elemeket is tartalmaz, és a szobája is tele van könyvekkel. Szaszaszegava Szaszami a női softball csapat kapitánya és Rin riválisa. Míg Rin a macskákat szereti, Szaszami egy elközelezett kutyaimádó. Tokido Szaja, aki csak az Ecstasy-ban szerepel, egy népszerű lány Riki iskolájában, de elég szétszórt is. Esténként az iskola területén járkál, hogy megvédjen egy "kincset" valakiktől akiket "sötétség végrehajtóknak" (闇の執行部, jami no sikkóbu) hív, és akikkel meg is küzd ezért.

### Történet

Egy átlagos beszélgetés a Little Busters!-ben. A főszereplő, Riki, Komarival beszélget.

A Little Busters! története a főszereplő, egy fiatal középiskolás, Naoe Riki körül forog. Amikor még gyerek volt Riki szülei meghaltak egy balesetben, mely miatt reménytelen és depressziós lett, és azóta időnként narkolepsziás rohamai vannak. Egy hasonló korú három fiúból és egy lányból álló csapat mentette meg ebből, akik magukat Little Busters-nek hívták, egy csapat, mely elhatározta, hogy a gonoszság ellen harcolnak az igazság nevében. A csapat vezetője Nacume Kjószuke, akinek van egy húga, Rin. A két másik tag Inohara Maszato és Mijazava Kengo, akik barátok és riválisok egyben. A gyerekek együtt játszottak Rikivel és vele voltak a szükség idején, és így lett az ötödik tag. Mivel Riki nagyon élvezte a velük létet, így szépen lassan eltűnt a szülei miatt érzett bánata. A történet kezdetekor Riki és barátai a felső-középiskola második évében járnak, míg Kjószuke harmadikos. Továbbra is együtt lógnak és élvezik az iskolai életüket.
A történet 2007. május 13-án kezdődik és a következő nap az iskolában Kjószuke elhatározza, hogy a Little Busters egy baseball játékot fog játszani, csak nincs elég tag egy teljes csapathoz. Kjószuke megbízza Rikit és Rint, hogy találjanak új tagokat az iskolában, lehetőleg lányt, hogy ne Rin legyen az egyetlen lány a csapatban. Riki talál öt azonos korú lányt, akik szívesen segítenek: Kamikita Komari, Szaigusza Haruka, Nómi Kudryavka, Kurugaja Juiko és Nisizono Mio; három másik lánnyal is találkozik Riki: Futaki Kanata, Szaszaszegava Szaszami és Tokido Szaja. A történet során Riki többet tanul meg ezekről a lányokról és segít a személyes problémáik megoldásában.
A történet fő része látszólag egy normális középiskolában játszódik, de valójában az egész a Little Busters! előtti iskolai trimeszterben történt meg, és Riki és Rin újra átéli egy mesterséges világban, amit a Little Busters többi tagja teremtett. A tagok mindannyian buszbalesetet szenvedtek egy kirándulás során és csak Riki és Rin fogja túlélni, mert Maszato és Kengo megvédték őket. Kjószuke és a többiek azért teremtették a mesterséges világot, hogy erősebbé tehessék őket és felkészítsék őket, hogy kibírják ami várja őket ha felkelnek az igazi világban. Ez a világ a többiek vágyainak hullámszerű találkozásával valósult meg, a vágyaik, hogy segítsenek a kettejükön. A világ egy időhurokban van és újra és újra megtörténik. Riki és Rin elfelejtik, hogy mi történt, de közben erősebbek lesznek mások segítésével. Kjószuke pedig abban reménykedik, hogy előbb-utóbb elég erősek lesznek ahhoz, hogy elhagyhassák ezt a világot. Ígyis történik és az elbúcsúzás után sikerül időben elmenekülniük a baleset helyszínéről, nem sokkal mielőtt Riki összeesik a narkolepsziája miatt. Riki megfogadja, hogy küzdeni fog a narkolepsziája ellen, ami az oka volt, hogy csak Rint tudta megmenteni mielőtt a balesetet szenvedett busz felrobbant.
Riki és Rin nem fogadják el a dolgok menetét és ketten együtt ismét megteremtik a mesterséges világot, hogy visszautazva legyőzzék a saját gyengeségeiket. Rin a tehetetlenségét, Riki pedig a narkolepsziáját. Ezután ismét a baleset helyszínén ébrednek, és ezúttal együtt dolgoznak, hogy mindenkit megmentsenek. Kjószuke, aki csak fellógott a buszra harmadikos létére, sikeresen eltorlaszolta saját testével az üzemanyag-szivárgást a többieknél sokkal súlyosabb sérülései ellenére, időt nyerve ezzel. Mindenki túléli a balesetet, de Kjószuke gyógyulása több ideig tart a súlyos sérülései miatt. Végül, miután Kjószuke visszatér, kibérel egy minibuszt és a Little Busters tagjai elutaznak az óceánhoz.

## Fordítás
Ez a szócikk részben vagy egészben  a   Little Busters! című angol Wikipédia-szócikk ezen változatának fordításán alapul.  Az eredeti cikk szerkesztőit annak laptörténete sorolja fel. Ez a jelzés csupán a megfogalmazás eredetét és a szerzői jogokat jelzi, nem szolgál a cikkben szereplő információk forrásmegjelöléseként.